# Johann I. (Chalon)

Wappen von Johann von Chalon

Johann von Chalon, genannt der Weise (le Sage) oder der Alte (l'Antique) (* 1190; † 1267), war bis 1237 ein Graf von Chalon-sur-Saône und Auxonne und anschließend ein Herr von Salins. Er war der einzige Sohn des Grafen Stephan III. von Auxonne und dessen Ehefrau, Beatrix von Chalon. Väterlicherseits entstammte Johann dem alten Haus Burgund-Ivrea, allerdings nahm er Namen und Wappen der Familie seiner Mutter an, wodurch seine Nachkommenschaft als „Haus Chalon“ bezeichnet wird.

## Leben
Als Kreuzfahrer nahm Johann am Albigenserkreuzzug teil, dabei wird er zuerst 1211 bei der Belagerung von Toulouse und 1226 mit seinem Vater bei der Belagerung von Avignon genannt.
Seit 1213 amtierte er als Mitregent seiner Mutter in Chalon-sur-Saône, wo er nach deren Tod 1227 allein regierte. Mit dem Tod seines Vaters 1237 übernahm er auch Auxonne. Aber schon am 15. Juni 1237 tauschte er in Saint-Jean-de-Losne dieses Erbe bei seinem Schwager, Herzog Hugo IV. von Burgund, für die Herrschaft Salins ein. Zusammen mit weiteren Ortschaften wie Arlay, Montfaucon, Ornans, Belvoir und Vuillafans kontrollierte er damit die südliche Hälfte der Franche-Comté (Pfalzgrafschaft Burgund). Der Salzabbau in Salins garantierte ihm zudem eine ergiebige Einnahmequelle. Eine Fehde gegen Jocerand de Brancion, welcher mit der letzten Erbin von Salins verheiratet war, konnte er bis 1240 für sich entscheiden. 1245 gründete er in der Nähe von Arlay die Benediktinerabtei Sauvement, deren erste Äbtissin seine Tochter Mathilde wurde.
Durch eine geschickte Heiratspolitik erreichte Johann auf friedlichem Wege was seinem Vater mit militärischen Mitteln nicht gelang. Durch die 1236 geschlossene Ehe seines ältesten Sohnes Hugo mit der Schwester des Pfalzgrafen Otto III. von Burgund gewann er die Anwartschaft seiner Familie auf die gesamte Franche-Comté. Nach dem kinderlosen Tod des alten Pfalzgrafen 1248 trat dieser Erbfall ein, wenngleich Johann mit seinem Sohn nun in einen Konflikt um eine gemeinsame Herrschaftsteilung geriet, der erst 1256 unter der Vermittlung König Ludwigs IX. von Frankreich beigelegt werden konnte. Ab 1248 unterstützte er Wilhelm von Holland als römisch-deutschen König gegen Konrad IV.
Nach dem Tod seines Sohnes 1266 übernahm Johann kurzzeitig die Vormundschaft über sein Enkel, Pfalzgraf Otto IV., bevor er 1267 starb.

## Familie
Seit dem Januar 1214 war Johann verheiratet mit Mathilde von Burgund († 1242), einer Tochter des Herzogs Hugo III. von Burgund. Ihre Kinder waren:
- Hugo (* 1220; † 1266), Herr von Salins, 1248 Pfalzgraf von Burgund
- Elisabeth († 31. März 1277)
  - ⚭ Heinrich von Vienne († 1233)
  - ⚭ Ulrich II., Graf von Pfirt († 1275)
  - ⚭ Henri de Vergy, Seneschall des Herzogs von Burgund († 1258) (Haus Vergy)
- Marguerite († 1262)
  - ⚭ Henri de Brienne, Herr von Venizy († 1250 in al-Mansura, sechster Kreuzzug) (Haus Brienne)
  - ⚭ 1250 Guillaume I. de Courtenay, Seigneur de Champignelles († 1280) (Haus Frankreich-Courtenay)
- Blanche († 1306)
  - ⚭ 1260 Guichard V. de Beaujeu († 1265) (Haus Beaujeu)
  - ⚭ 1268 Béraud IX. de Mercœur, Gouverneur der Champagne († vor 1285)
- Johanna († 1265/68); ⚭ Jean de Cuiseaux

In zweiter Ehe war er seit 1242/43 verheiratet mit Isabella von Courtenay († 22. September 1257), eine Tochter von Robert von Courtenay. Ihre Kinder waren:
- Johann I. (* wohl 1243; † 1309), Herr von Rochefort und Châtelbelin, 1276 Graf von Auxerre, 1292 Graf von Tonnerre
- Mathilde, Äbtissin von Sauvement
- Robert († nach 1245)
- Stephan († 1302), Herr von Bouvres und Montenot
- Peter († zwischen 1272 und 1274), Herr von Châtelbelin
- Marguerite, 1263 Äbtissin in Château-Chalon
- Guillemette, 1261 Äbtissin in Battaut

Seine dritte Ehefrau war seit 1258 Laura von Commercy († 5. Oktober 1276), Tochter von Simon II. von Commercy (Maison de Broyes). Ihre Kinder waren:
- Johann I. († 1315), Herr von Arlay, Marschall des Bischofs von Lüttich
- Hugo „der Taube“ († 1319), Archidiakon in Laon, 1296 Bischof von Lüttich, 1302 Erzbischof von Besançon
- Marguerite († 1328), Herrin von Montreal; ⚭ Hugo von Burgund, Herr von Villaines-en-Duesmois, († 1288) (Älteres Haus Burgund)
- Agnes († 1350); ⚭ Amadeus II., Graf von Genf († 1308)